# Ken Osmond

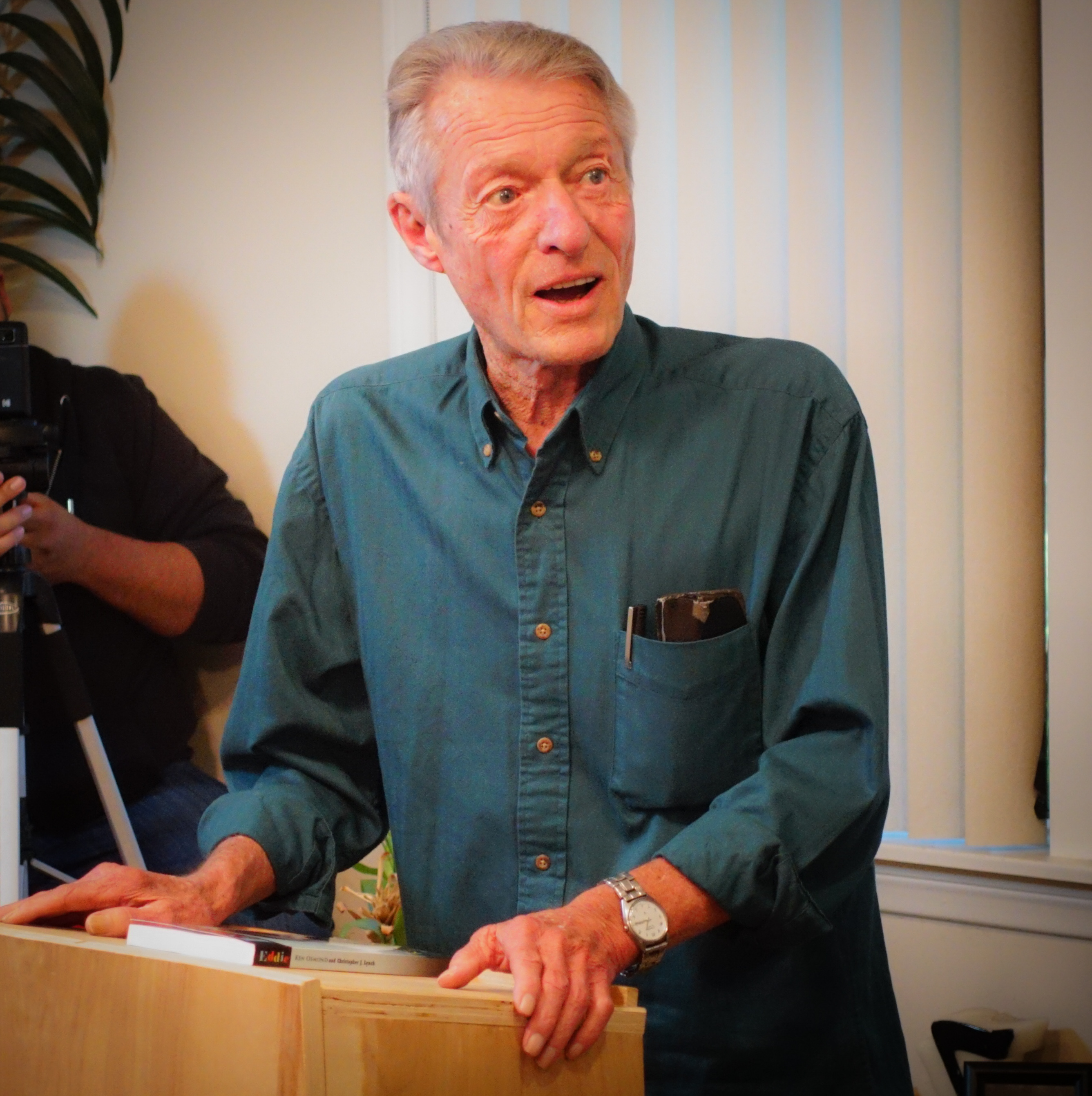
Ken Osmond (2014)

Kenneth Charles Osmond (* 7. Juni 1943 in Glendale, Kalifornien; † 18. Mai 2020 in Los Angeles, Kalifornien) war ein US-amerikanischer Schauspieler.

## Leben und Karriere
Ken Osmond, der Sohn eines Handwerkers, wurde von seiner Mutter schon früh an das Schauspielgeschäft herangeführt. Beginnend mit dem Spencer-Tracy-Film Schiff ohne Heimat im Jahr 1952 übernahm er kleinere Rollen in Kino und Fernsehen. Einem breiten Publikum wurde Osmond ab 1957 durch die Serie Erwachsen müßte man sein (Leave It to Beaver) bekannt. In dieser spielte er in 96 Folgen den aalglatten und vor Erwachsenen höflichen, insgeheim aber zu Streichen aufgelegten Jugendlichen Eddie Haskell, der mit dem von Tony Dow verkörperten Wally Cleaver befreundet ist. Obgleich er eigentlich nur die am häufigsten auftretende Nebenfigur der Serie war, genießt „Eddie Haskell“ in den USA bis heute einen Kultstatus: So wählte das Magazin TV Guide die von Osmond verkörperte Figur im Jahr 1999 auf Platz 20 der besten Fernsehcharaktere aller Zeiten. In den USA hielt sich lange die Urban Legend, dass aus Ken Osmond der Rockstar Alice Cooper geworden sei, weshalb dieser sogar zeitweise ein T-Shirt mit der Aufschrift No, I am Not Eddie Haskell trug, um Nachfragen aus dem Weg zu gehen.
Nach Einstellung der Serie im Jahr 1963 war Osmond auf die Rolle des Eddie festgelegt und erhielt kaum lohnenswerte Schauspielangebote. Daher wurde er 1970 Polizist bei der Polizei von Los Angeles. Bei einer Schießerei mit einem Kriminellen wurde er 1980 mehrfach angeschossen und in der Folge bereits 1988 in den Ruhestand versetzt. Während einer Nostalgiewelle über die amerikanische Nachkriegszeit in den 1980ern kehrte Osmond zur Schauspielerei zurück und wurde in Produktionen wie High School U.S.A. und Happy Days besetzt, die die Zeit von Erwachsen müßte man sein beschworen. Von 1983 bis 1989 kehrte er für Mein lieber Biber (The New Leave It to Beaver), eine Neuauflage der ursprünglichen Serie, für 101 Folgen in die Rolle des Eddie Haskell zurück. Er spielte auch 1997 in dem Kinofilm Beaver ist los! mit. Zuletzt stand Osmond im Jahr 2016 für den Independentfilm CHARACTERz mit Mitchel Musso vor der Kamera.
1987 erhielt Osmond einen Young Artist Award für sein Lebenswerk. In Zusammenarbeit mit Christopher J. Lynch veröffentlichte er 2014 seine Autobiografie Eddie: The Life and Times of America's Preeminent Bad Boy. Ken Osmond starb im Mai 2020 im Alter von 76 Jahren. Er war seit 1969 mit Sandra Purdy verheiratet, das Paar hat zwei Kinder.

## Filmografie (Auswahl)
- 1952: Schiff ohne Heimat (Plymouth Adventure)
- 1953: Ein Herz aus Gold (So Big)
- 1955: Guten Morgen, Miss Fink (Good Morning, Miss Dove)
- 1955–1967: Lassie (Fernsehserie, 3 Folgen)
- 1956, 1957: Fury (Fernsehserie, 2 Folgen)
- 1957: Corky und der Zirkus (Circus Boy, Fernsehserie, Folge 1x23)
- 1957: Die Jack-Benny-Show (The Jack Benny Program, Fernsehserie, Folge 8x05)
- 1957–1963: Erwachsen müßte man sein (Leave It to Beaver, Fernsehserie, 96 Folgen)
- 1966: The Munsters (Fernsehserie, Folge 2x30)
- 1967: C’mon, Let’s Live a Little
- 1968: Der Mann in Mammis Bett (With Six You Get Eggroll)
- 1983: Still the Beaver (Fernsehfilm)
- 1983: High School U.S.A. (Fernsehfilm)
- 1983: Happy Days (Fernsehserie, Folge 11x07 Vocational Education)
- 1983–1989: Mein lieber Biber (The New Leave It to Beaver, Fernsehserie, 96 Folgen)
- 1987: Full House (Rags to Riches, Fernsehserie, Folge 1x04 Business Is Business)
- 1991: Parker Lewis – Der Coole von der Schule (Parker Lewis Can’t Lose, Fernsehserie, Folge 2x01 Father Knows Less)
- 1991: Dead Women in Lingerie
- 1997: Beaver ist los (Leave It to Beaver)
- 2008: Bullshit! (Penn & Teller: Bullshit!, Fernsehserie, Folge 6x10)
- 2016: CHARACTERz